# Stadhuis van Leeds
Het stadhuis van Leeds (Leeds Town Hall) is een stadhuis in Leeds, Engeland. Het werd gebouwd halverwege de 19e eeuw naar een ontwerp van Cuthbert Brodrick, die een wedstrijd won die de City Council had uitgeschreven voor het beste ontwerp van een stadhuis.
Het stadhuis is een beschermd bouwwerk (Grade I). Het stadhuis is een van de grootste in het Verenigd Koninkrijk en sinds 2008 het achtste hoogste gebouw van Leeds. Het bouwwerk werd geopend door Koningin Victoria.
- MusicBrainz: 7b3644b5-f819-4058-b8c3-6fd7ab2ddc5e
- Virtual International Authority File: 9348156619135828780004
- WorldCat: E39PBJp9mCPqkrhY4v94V7C84q